# Pardosa nojimai
Pardosa nojimai este o specie de păianjeni din genul Pardosa, familia Lycosidae, descrisă de Tanaka, 1998. Conform Catalogue of Life specia Pardosa nojimai nu are subspecii cunoscute.